# Fred Admiraal
Fred Admiraal (27 juni 1968) is een voormalig Nederlands profvoetballer, die als keeper bij FC Volendam speelde.

## Carrière
Fred Admiraal speelde bij de amateurclub Duinrand S in de derde klasse, maar werd in 1996 aan de selectie van FC Volendam toegevoegd. In het seizoen 1996/97 was hij de tweede keeper achter Edwin Zoetebier, en kwam hij maar één wedstrijd in actie. Admiraal debuteerde op 16 maart 1997 in de met 4-0 verloren uitwedstrijd tegen FC Twente. Hij incasseerde twee doelpunten van John Bosman en twee van Paul Bosvelt. Ook kreeg hij in zijn enige eredivisiewedstrijd een gele kaart. Na het seizoen 1996/97 vertrok hij naar ARC uit Alphen aan den Rijn, waarna hij nog voor verschillende amateurclubs uitkwam. Sinds een aantal jaar behoort Admiraal tot de technische staf van DVVA, en treedt bij diezelfde club in noodgevallen nog op als doelman.